# Autobacs Seven

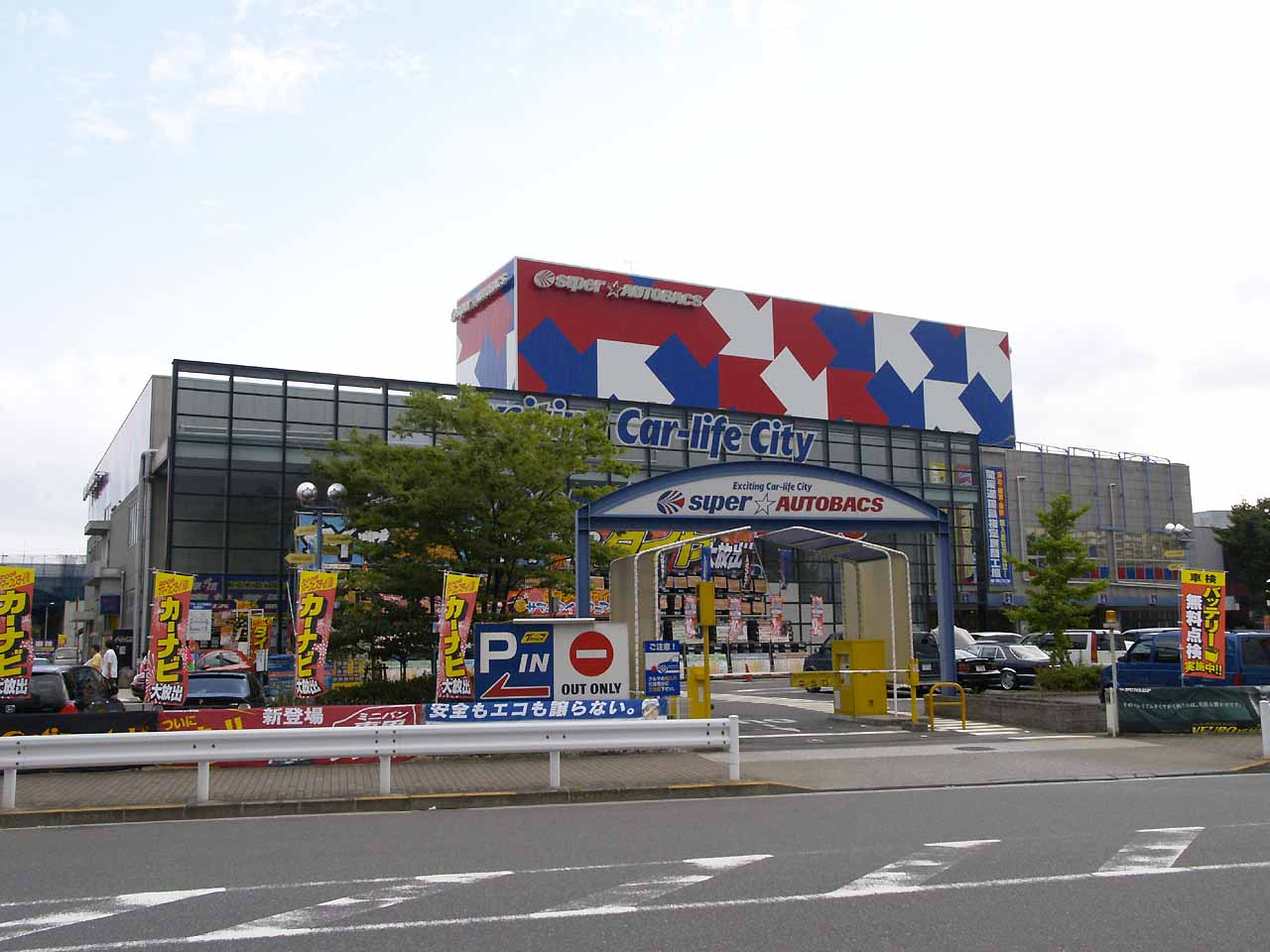
Super-Autobacs-Geschäft

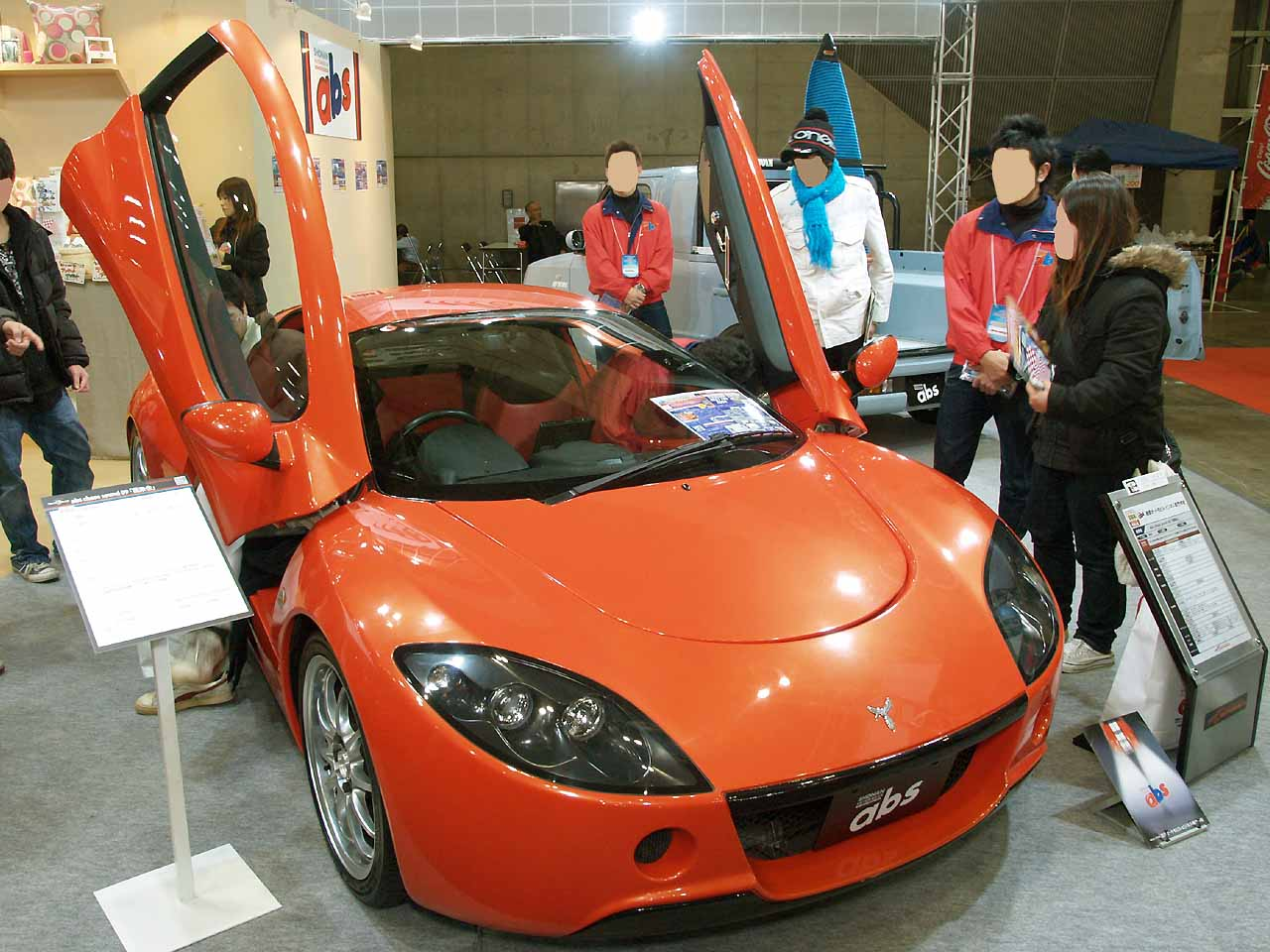
ASL Garaiya

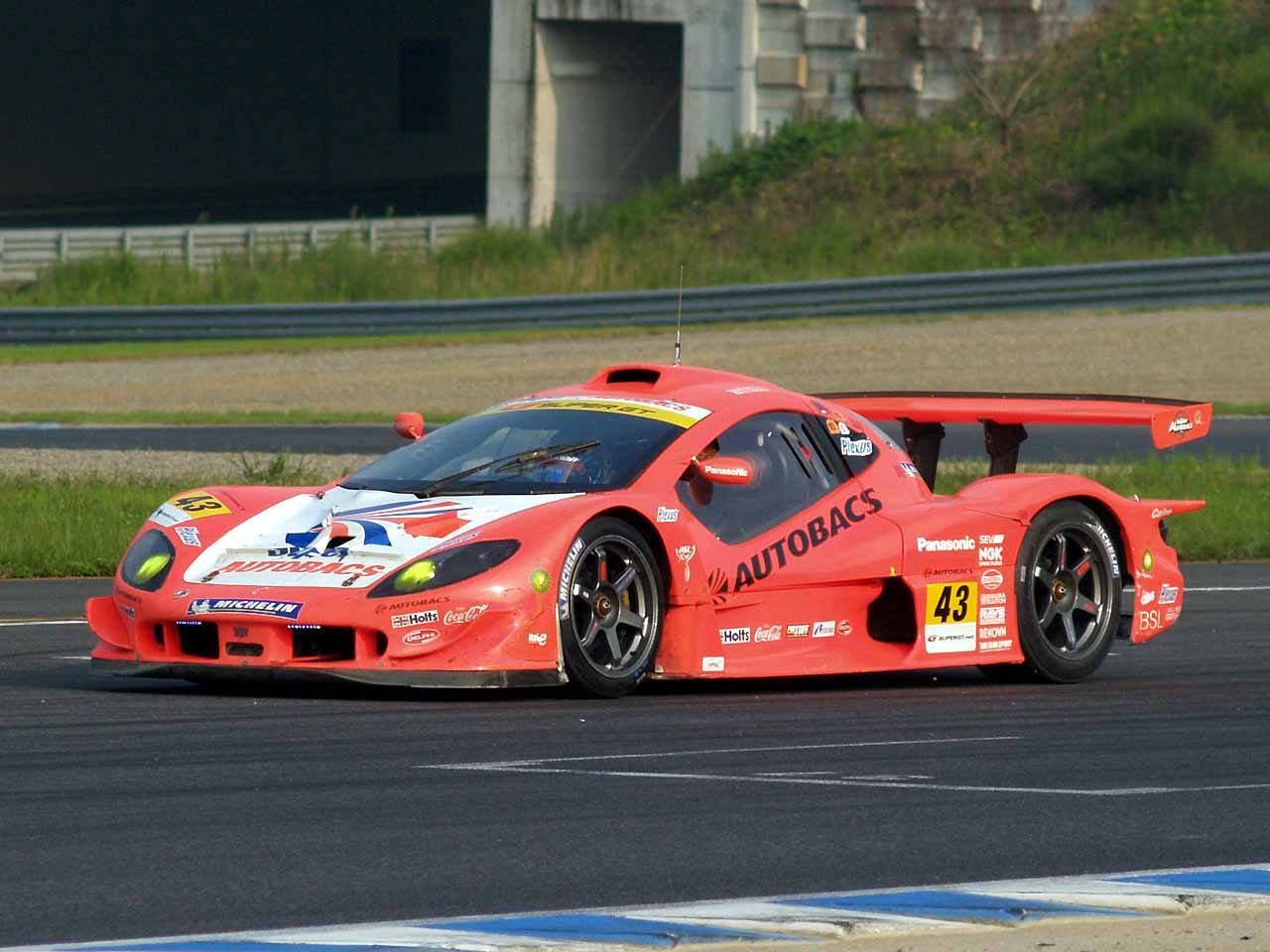
ASL Garaiya als Rennwagen

K.K. Autobacs Seven (jap. 株式会社オートバックスセブン, Kabushiki-gaisha Ōtobakkusu Sebun, engl. Autobacs Seven Co., Ltd.) ist ein Unternehmen im Bereich von Kraftfahrzeugen und -zubehör aus Japan sowie ehemaliger Automobilhersteller.

## Unternehmensgeschichte
Toshio Sumino gründete im Februar 1947 das Unternehmen Suehiro Shōkai (末廣商会) in Osaka zum Verkauf von Ersatzteilen für Automobile. Im August 1948 wurde daraus K.K. Fuji Shōkai (株式会社富士商会).
Im März 1980 änderte sich die Firmierung in das heutige K.K. Autobacs Seven. Autobacs steht dabei für Appeal („Reiz“), Unique („Einzigartig“), Tire („Reifen“), Oil („Öl“), Battery („Batterie“), Accessory („Zubehör“), Car Audio („Autoradio“) und Service.
Verkaufsstellen im Ausland wurden 1991 in Taiwan, 1995 in Singapur, 2000 in Thailand, 2001 in Frankreich, 2003 in den USA sowie 2005 in der Volksrepublik China eröffnet. Der Unternehmenssitz befindet sich in Kōtō in Tokio.
2001 wurde der insolvente Automobilhersteller Tommy Kaira übernommen. Die Fahrzeugabteilung hieß Autobacs Sports Car Laboratory (ASL). Im Dezember 2001 wurde das erste Auto präsentiert, entworfen von Kikuo Kaira. Der Markenname lautete ASL, Autobacs oder Autobacs Seven.
Das für die Produktion zuständige Unternehmen Autobacs Sports Car Laboratory (UK) Limited mit Sitz in London existierte vom 28. November 2003 bis zum 16. Dezember 2008 und wurde von Setsuji Ito und Takeshi Shimma geleitet. Die Kleinserienproduktion im Kundenauftrag begann 2005 in einem Werk in Norfolk. Eine Quelle gibt an, dass die Produktion 2002 begann und 2005 endete.

## Fahrzeuge
Das Modell Garaiya war ein zweisitziges Coupé mit Mittelmotor. Ein Vierzylindermotor von Nissan mit 2000 cm³ Hubraum und 204 PS Leistung trieb die Fahrzeuge an. Bei einem Radstand von 2375 mm war das Fahrzeug 3775 mm lang, 1825 mm breit und 1185 mm hoch. Das Leergewicht war mit 950 kg angegeben.
Außerdem wird der RS-01 genannt.
Die Modelle wurden auch bei Autorennen eingesetzt.